# Sovetsk (oblast de Toula)
Pour les articles homonymes, voir Sovetsk.
Sovetsk (en russe : Сове́тск) est une ville de l'oblast de Toula, en Russie, dans le raïon Chtchiokinski. Sa population s'élevait à 7 452 habitants en 2013.

## Géographie
Sovetsk est arrosée par la rivière Oupa, dans le bassin de l'Oka, et se trouve à 30 km au sud de Toula et à 203 km au sud de Moscou.

## Histoire
Sovetsk a été fondée en 1950 comme une commune urbaine sous le nom de Sovetski. Elle a le statut de ville depuis 1954.

## Population
Recensements (*) ou estimations de la population
| 1959*  | 1970*  | 1979*  | 1989*  |
| ------ | ------ | ------ | ------ |
| 10 099 | 11 024 | 10 432 | 10 077 |

| 2002* | 2010* | 2012  | 2013  |
| ----- | ----- | ----- | ----- |
| 8 770 | 7 536 | 7 442 | 7 452 |

## Économie
La principale entreprise de Sovetsk est une fabrique de meubles : OAO Ogarevski DOZ (ОАО "Огаревский ДОЗ").